# Arthur Briggs
Pour les articles homonymes, voir Briggs.
Arthur Briggs, né le 9 avril 1901 à Saint-Georges, à la Grenade, et mort le 15 juillet 1991 à Clichy (Hauts-de-Seine), est un trompettiste américain de jazz.

## Biographie
Arthur Briggs est né britannique à Saint-Georges (Grenade) le 9 avril 1901.
Il joue de la trompette et se prétend né en 1899 pour pouvoir s'enrôler dans le 369e régiment d'infanterie, mais son jeune âge ne lui permet pas d'être envoyé en Europe durant la Première Guerre mondiale. Il s'y rend en juin 1919 pour jouer avec Will Marion Cook et son Southern Syncopated Orchestra.  Admiré pour sa virtuosité, il travaille pendant une décennie entre les deux continents avant de s'installer définitivement en Europe en 1931. Il s'associe avec Freddy Johnson et d'autres artistes comme Coleman Hawkins et Django Reinhardt.
Au début de la Seconde Guerre mondiale, Briggs est interné au camp SS de prisonniers politiques de Compiègne pour des raisons inconnues, alors que les États-Unis ne sont pas encore en guerre. Le musicien britannique de jazz Tom Waltham, qui est détenu Camp des Internés Britanniques (Ilag) de Saint-Denis réclame et obtient des autorités allemandes qu'il y soit transféré. Il y arrive le 17 octobre 1940. Le commandant du camp le charge de sonner la trompette pour le réveil et à différents moments de la journée, ce qui lui permet d'exiger d'être intégré à la cuisine du camp et d'avoir quelques rations supplémentaires. Durant l'hiver 1940-1941, bien qu'afro-américain, Briggs doit jouer devant l'officier Militärbefehlshaber in Frankreich Otto von Stülpnagel dans un théâtre. Son interprétation de la Cinquième symphonie de Beethoven lui vaut les éloges de l'officier SS « Je vous félicite. Je n'aurais jamais pensé que ce soit possible, mais je l'ai entendu moi-même ». Il lui réplique en allemand « Es gibt viel Sachen die man nicht kennen » « Il y a de nombreuses choses que vous ne connaissez pas » et si cette insolence calculée aurait pu lui coûter la vie, Stülpnagel lui réplique en anglais « You’re quite right. I shall never forget this evening » « Vous avez tout à fait raison. Je n’oublierai jamais cette soirée ». Briggs et Waltham entreprennent des activités musicales dans le camp. Le jazz étant interdit, ils s'orientent vers la musique classique et animent un orchestre apprécié des officiers allemands. Un programme de 1942 présente un Concert Symphonique incluant des morceaux d' Albéniz, Granados, de Falla, Mozart, Haendel, Franck et Liszt. Tom Waltham dirige "Arthur Briggs et son Orchestre" (pp. 93–181 in Ref)).

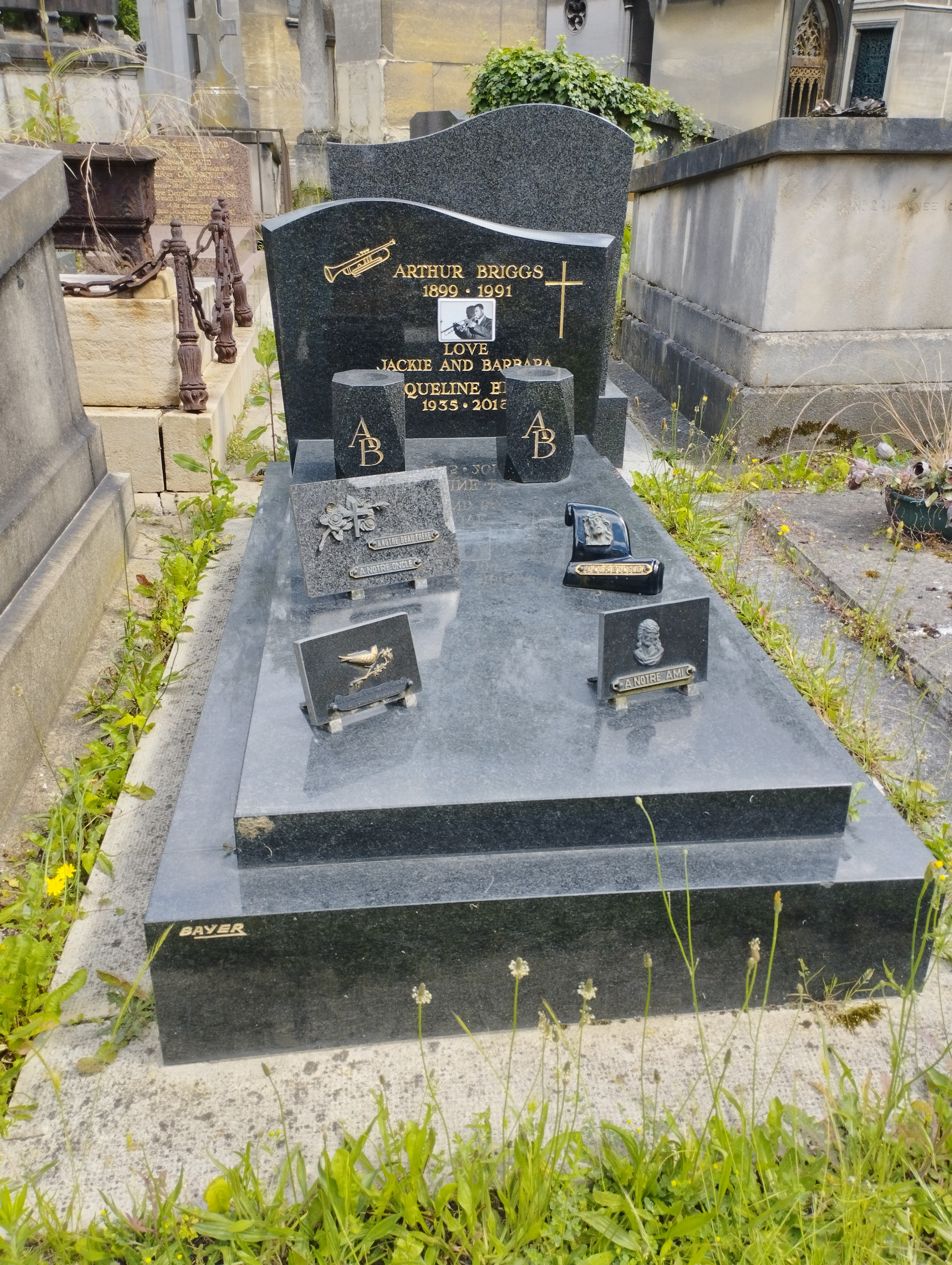
Tombe d'Arthur Briggs au cimetière de Montmartre (division 9).

Après de la Libération de Paris, Briggs dirige son propre orchestre. Dans les années 1960, il s'installe à Chantilly, où il enseigne la musique.
Les enregistrements de Briggs sont peu nombreux et faits au milieu des années 1920 par Deutsche Grammophon et Clausophon. Briggs peut aussi être identifié sur Blue Moon en 1935 avec Coleman Hawkins et Django Reinhardt.
Il n'a aucun lien de parenté avec Pete Briggs.
Il est inhumé au cimetière de Montmartre (division 9).